# Mariano Ozores
Mariano Ozores Puchol (Madrid, 5 ottobre 1926 – Madrid, 21 maggio 2025) è stato un regista e sceneggiatore spagnolo.

## Biografia
Appartenente a una famiglia di attori di teatro, era fratello degli attori José Luis Ozores (1922-1968) e Antonio Ozores (1928-2010) e zio delle attrici Adriana Ozores (1959) ed Emma Ozores (1961): la prima è la figlia di José Luis e dell'attrice Concepción Muñoz, e la seconda di Antonio e dell'attrice Elisa Montés.
Nel 2015 Mariano, José Luis Ozores e Antonio ricevettero il Goya d'Onore dalla Spanish Film Academy.
Nel 2016 Mariano Ozores vinse il Premio Goya alla carriera.
È morto nel 2025, a 98 anni.

## Vita privata
Nel 1957 sposò l'attrice Teresa Arcos (figlia dell'attore Rafael Arcos Fernández e María Teresa Mandri Jauffret, una ballerina conosciuta come La Gioconda); nello stesso anno i due ebbero una figlia, Teresa, che ha sposato Francisco Javier Soto García.

## Filmografia parziale
- Alegre juventud (1962)
- Operación cabaretera (1967)
- Objetivo Bi-ki-ni (1968)
- ¡Cómo está el servicio! (1968)
- Susana (1969)
- El taxi de los conflictos (1969)
- Cuatro noches de boda (1969)
- En un lugar de la Manga (1970)
- A mí las mujeres, ni fu ni fa (1970)
- La graduada (1971)
- La descarriada (1972)
- Dos chicas de revista (1972)
- Fin de semana al desnudo (1974)
- El calzonazos (1974)
- Alcalde por elección (1976)
- Los energéticos (1979)
- Los bingueros (1979)
- Yo hice a Roque III (1980)
- El liguero mágico (1980)
- Los liantes (1981)
- Los chulos (1981)
- El primer divorcio (1981)
- Brujas mágicas (1981)
- Todos al suelo (1982)
- Agítese antes de usarla (1983)
- El rollo de septiembre (1985)